# Michael Brinegar
Michael Brinegar (Columbus, 15 de septiembre de 1999) es un deportista estadounidense que compite en natación, en la modalidad de aguas abiertas. Ganó una medalla de bronce en el Campeonato Mundial de Natación de 2019, en la prueba de equipo mixto.

## Palmarés internacional
| Campeonato Mundial | Campeonato Mundial      | Campeonato Mundial | Campeonato Mundial |
| Año                | Lugar                   | Medalla            | Prueba             |
| ------------------ | ----------------------- | ------------------ | ------------------ |
| 2019               | Gwangju (Corea del Sur) | Medalla de bronce  | Equipo mixto       |